# Mexique aux Jeux paralympiques d'hiver de 2014
Le Mexique participe aux Jeux paralympiques d'hiver de 2014, à Sotchi, en Russie, du 7 au 16 mars 2014. Il s'agit de la troisième participation de ce pays aux Jeux d'hiver.
Le Mexique, qui n'a jamais été représenté par plus de deux athlètes aux Jeux d'hiver, et qui n'y a jamais remporté de médaille, envoie un seul athlète aux Jeux de Sotchi : Arly Velasquez Penaloza, qui participe aux épreuves de ski alpin, et dont ce sont les deuxièmes Jeux,.

## Par discipline

### Ski alpin
Arly Velasquez Penaloza, l'unique représentant mexicain, concourt aux épreuves en catégorie assis, en monoski. 